# سونيك وناكلز
سونيك وناكلز (بالإنجليزية: Sonic & Knuckles ؛ باليابانية: ソニック&ナックルズ) هي لعبة فيديو من سلسلة القنفذ سونيك وأصدرت عام 1994، وهذه اللعبة عبارة عن تتمة الجزء ثالث القنفذ سونيك 3.

## الشخصية
حارب سونيك الد. إغمان وهزمه وانفجرت طيارة الدكتور وسقط سونيك من الطائرة إلى الجزيرة ويغامر سونيك لاسترداد الزمردات المسروقة من النضناض ناكلز، وجد سونيك ناكلز وتشاجرا ويفوز سونيك على ناكلز. وفجاء ظهر صوت مزعج من مركبة د. إغمان: يريد سرقة الزمرد الضخم لناكلز وهو حراس له. وأخذ الزمرد د. إغمان وأرشد ناكلز سونيك على الطريق الصحيح للذهب لمحاربة الدكتور الشرير واسترداد الزمرد وهزم سونيك الدكتور. وتصالح سونيك وناكلز وأصبحا أصدقاء.

## شخصيات لعبة
- القنفذ سونيك
- النضناض ناكلز

## ارتباط اللعبة في جزئين السابقتين
ارتبطت هذه اللعبة في جزئين وهما القنفذ سونيك 2 و3 ليصبح العنوان الجزء الثاني وهو النضناض ناكلز في القنفذ سونيك 2 والجزء الثالث ليصبح عنوانه هو القنفذ سونيك 3 وناكلز

## روابط خارجية
- سونيك وناكلز على موقع IMDb (الإنجليزية)